# チャールズ・ハワード (第3代カーライル伯爵)
第3代カーライル伯爵チャールズ・ハワード（英語: Charles Howard, 3rd Earl of Carlisle, PC, 1669年? - 1738年5月1日）は、イングランド及びイギリスの政治家、貴族。ホイッグ党に所属し、ステュアート朝末期からハノーヴァー朝初期にかけて第一大蔵卿を2度務めた（在職：1701年 - 1702年、1715年）。

## 経歴
1669年、後に第2代カーライル伯爵となるエドワード・ハワードとその夫人エリザベス（旧姓ウウェデール）の長男として生まれる。
1689年から貴族院へ移籍する1692年までモーペス選挙区選出のホイッグ党所属の庶民院議員を務め、1692年4月23日に父の死去によりカーライル伯爵位を継承し、貴族院へ移籍した。
1694年から1712年にかけてカンバーランド知事とウェストモアランド知事を務めた。1700年から1702年にかけて国王の寝室侍従（bedchamber）を務めた。1701年12月から1702年5月まで第一大蔵卿を務める。1701年から1706年にかけては紋章院総裁代理（deputy earl-marshal）を務めた。1701年に枢密顧問官（PC）に列する。1706年にはスコットランド合同コミッショナーを務める。1715年5月から10月にかけて第一大蔵卿に再任された。1715年から1722年にかけてはロンドン塔管理長官を務め、1717年から1722年にかけてはタワー・ハムレット知事を務めた。1723年から1730年にかけてウィンザー城管理長官及び総督を務めた。1730年にはハリアー犬・フォックスハウンド管理長官に就任。
1738年5月1日、バースで死去。居城のハワード城に葬られた。

## 爵位
- 1692年4月23日、第3代カーライル伯爵（1661年創設イングランド貴族爵位）[2]
- 1692年4月23日、第3代モーペスのハワード子爵（1661年創設イングランド貴族爵位）[2]
- 1692年4月23日、第3代ギルスランドのデイカー男爵（英語版）（1661年イングランド貴族爵位）[2]

## 家族
1688年にアン・チャペル（初代エセックス伯爵アーサー・チャペルの娘）と結婚し、彼女との間に爵位を継承する長男ヘンリー、軍人となる次男チャールズなど2男3女を儲けた。